# Модестов Василь Іванович
Василь Іванович Модестов (1839 — ⁣1907) — історик античної культури, публіцист, викладав у Імператорському Новоросійському університеті, Київському університеті Святого Володимира, Київській духовній академії. У 1877 році став професором Санкт-Петербурзької духовної академії.

## Життєпис
Народився 24 січня 1839 року у с. Кемци Валдайського повіту Новгородської губернії, у родині священнослужителя. Батько був настоятелем приходу.

### Освіта
Навчався у Староруському духовному училищі та Новгородській семінарії. Вступив у Головний педагогічний інститут, після закриття якого був переведений на історико-філологічний факультет Санкт-Петербурзького державного університету, що закінчив у 1860 році (з дипломом, що давав права на звання вчителя гімназії). Витримавши у 1861 році іспит на ступінь магістра, у травні 1862 року був відряджений за кордон. Основним предметом його наукових занять стало вивчення творчості давньоримського історика Тацита. Цій темі він присвятив магістерську дисертацію, яку успішно захистив у 1865 році у Санкт-Петербурзькому університеті.

### Викладацька діяльність
У 1865 році молодий вчений обійняв посаду доцента кафедри римської словесності в Імператорському Новоросійському університеті, де викладав синтаксис латинської граматики й пояснював студентам твори Тацита й Горація.
Восени 1867 року залишив Одесу, ⁣ прийнявши пропозицію обійняти посаду доцента (з окладом екстраординарного професора) у Казанському університеті. Тут у листопаді 1868 році відбувся докторський диспут (дисертація «Римська писемність у період царів» була видана й німецькою мовою), і незабаром учений був обраний екстраординарним, а потім — ординарним професором кафедри римської словесності. На цій посаді, із квітня 1869 року професор продовжив викладацьку діяльність у Київському університеті Святого Володимира, з липня 1871 року — у Київській духовній академії. У жовтні 1877 року одержав призначення на посаду професора Санкт-Петербурзької духовної академії. З наступного навчального року, як приват-доцент, ⁣ викладав і в Санкт-Петербурзькому державному університеті. Але кілька статей із критикою міністерської політики в області народної освіти призвели до відсторонення його у 1880 році від служби. Учений був змушений зосередиться винятково на публіцистичній діяльності, і лише шість років потому зміг повернутися у Санкт-Петербурзький державний університет на посаду приват-доцента.
Навесні 1889 року одержав ординатуру на кафедрі класичної філології Імператорського Новоросійського університету. Читав курс історії римської літератури, ⁣ розбирав зі студентами «надписи найдавнішого періоду з підвищеною увагою до даних з історії мови та орфографії», пояснював творчість Тацита й Цицерона, ⁣ Ювенала та Горація, ⁣ проводив практичні заняття. Але в Одесу вчений приїхав винятково заради завершення терміну державної служби, і на початку 1891 року подав у відставку. У подальші роки займався дослідницькою діяльністю. Постійно проживав у Римі.

### Смерть
Помер 12 лютого 1907. Похований на Римському некатолицькому кладовищі.

## Праці
- Тацит и его сочинения. Историко-литературное исследование. — СПб., 1864;
- Римская письменность в период царей. — Казань, 1868;
- Лекции по истории римской литературы: Изд. 1. — К. 1-2. — Киев, 1873—1874, Изд. 2. — СПб., 1888;
- Введение в римскую историю. — Ч. 1-2. — СПб., 1902—1904.